# Krzysztof Łukasik
Krzysztof Łukasik (* 2. November 1993) ist ein polnischer Cross-Country-Mountainbiker.

## Sportlicher Werdegang
Łukasik stammt aus Pomiechówek in der Nähe von Warschau. Er spielte zunächst Fußball, was ihm aber zu langweilig war, so dass er zum Radsport wechselte. Er bestritt zwar schon 2013 erste Rennen, gab zunächst seinem Studium der Technischen Physik den Vorrang. Erst mit 22 Jahren widmete er sich ernsthaft dem Sport. 2018 gewann er die Silbermedaille bei den Studenten-Weltmeisterschaften und errang erstmals einen Sieg bei einem Rennen der UCI-Mountainbike-Marathon-Serie in Jelenia Góra. Ab der Saison 2019 fuhr er für das Profi-Team JBG-2 Cryospace.
Nachdem Łukasik 2018 und 2019 bereits auf dem Podium der polnischen Meisterschaften gestanden hatte, wurde er 2020 Landesmeister im olympischen Cross-Country (XCO); zu diesem Zeitpunkt schrieb er noch seine Masterarbeit, was er aber zugunsten des Sports aufgab. 2022 bis 2024 gelangen ihm weitere Titel, auch in den Disziplinen Shorttrack (XCC) und Marathon (XCM).
Łukasiks größter internationaler Erfolg war die Silbermedaille bei den Mountainbike-Europameisterschaften 2022 im Marathon. Dies war zugleich seine einzige Top-Ten-Platzierung bei Europa- oder Weltmeisterschaften und im Weltcup. 2023 wurde er Zweiter im Etappenrennen Mediterranean Epic, 2024 vertrat er Polen im olympischen Mountainbike-Rennen.

## Erfolge
2020
 Polnischer Meister – Cross-Country XCO
2022
 Polnischer Meister – Shorttrack XCC
 Europameisterschaften – Marathon XCM
2023
 Polnischer Meister – Cross-Country XCO, Shorttrack XCC, Marathon XCM
2023
 Polnischer Meister – Cross-Country XCO, Shorttrack XCC